# Pádel
Pádel (português brasileiro) ou padel (português europeu) é um jogo disputado entre duas duplas com raquetes e uma bola.

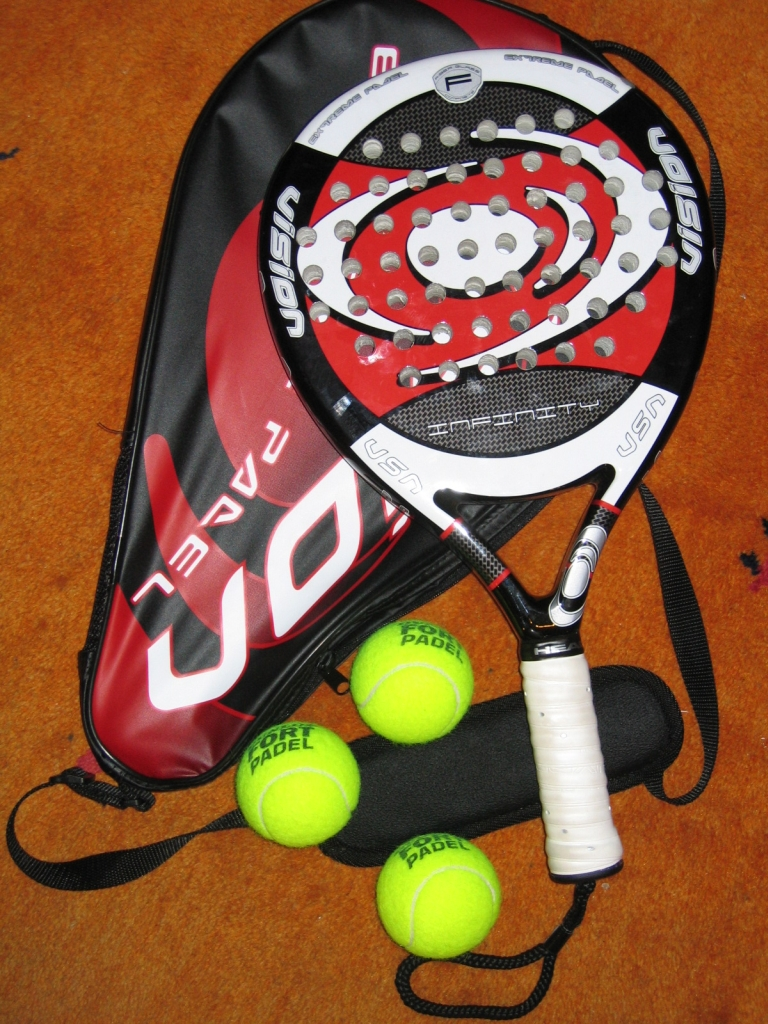
Raquete e bolas de pádel

O jogo é disputado sempre em duplas. A bola é idêntica à de tênis embora varie na pressão interior. O campo tem também algumas diferenças em relação a este desporto, pois tem 20 metros de comprimento e 10 metros de largura, com paredes nos fundos e parte das laterais. Alguns, mais sofisticados, utilizam vidro ou blindex no lugar das paredes, permitindo excelente visualização do jogo. O restante é cercado por telas ou redes de metal, sendo que o piso pode variar do cimento à grama oficial.

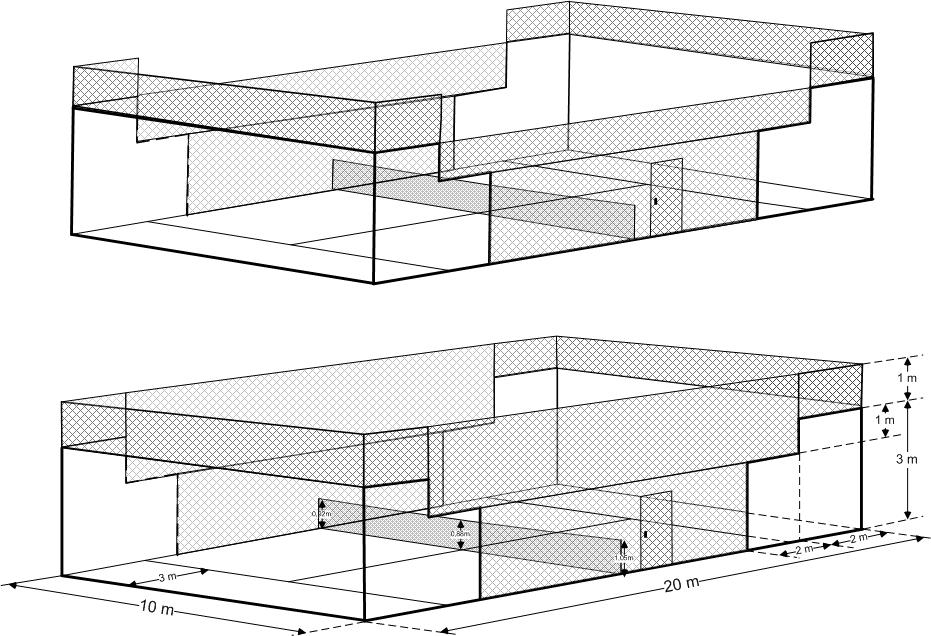
Duas configurações do campo de pádel

O diferencial do pádel em relação a outros desportos de raquete é a interação das paredes, uma vez que estas recolocam a bola em jogo, o que dá mais emoção e dinamismo à disputa de um ponto. Ainda que comuns, as comparações entre o tênis e o pádel são evitadas pelos praticantes de ambas modalidades.
"São dois esportes diferentes, cada um com as suas características. O que posso dizer é que gosto de jogar pádel e que é um esporte muito divertido, pois a bola não para nunca", afirma o tenista Fernando Meligeni. Quando praticado por atletas profissionais, o pádel proporciona espetáculos de destreza e habilidade em ambiente dinâmico e competitivo. Por outro lado, a modalidade cresce cada vez mais como opções de lazer para amadores. Isso se deve ao fato do pádel ser um esporte de fácil aprendizagem e que, inicialmente, não exige condicionamento físico ou técnico muito rigoroso.

## História

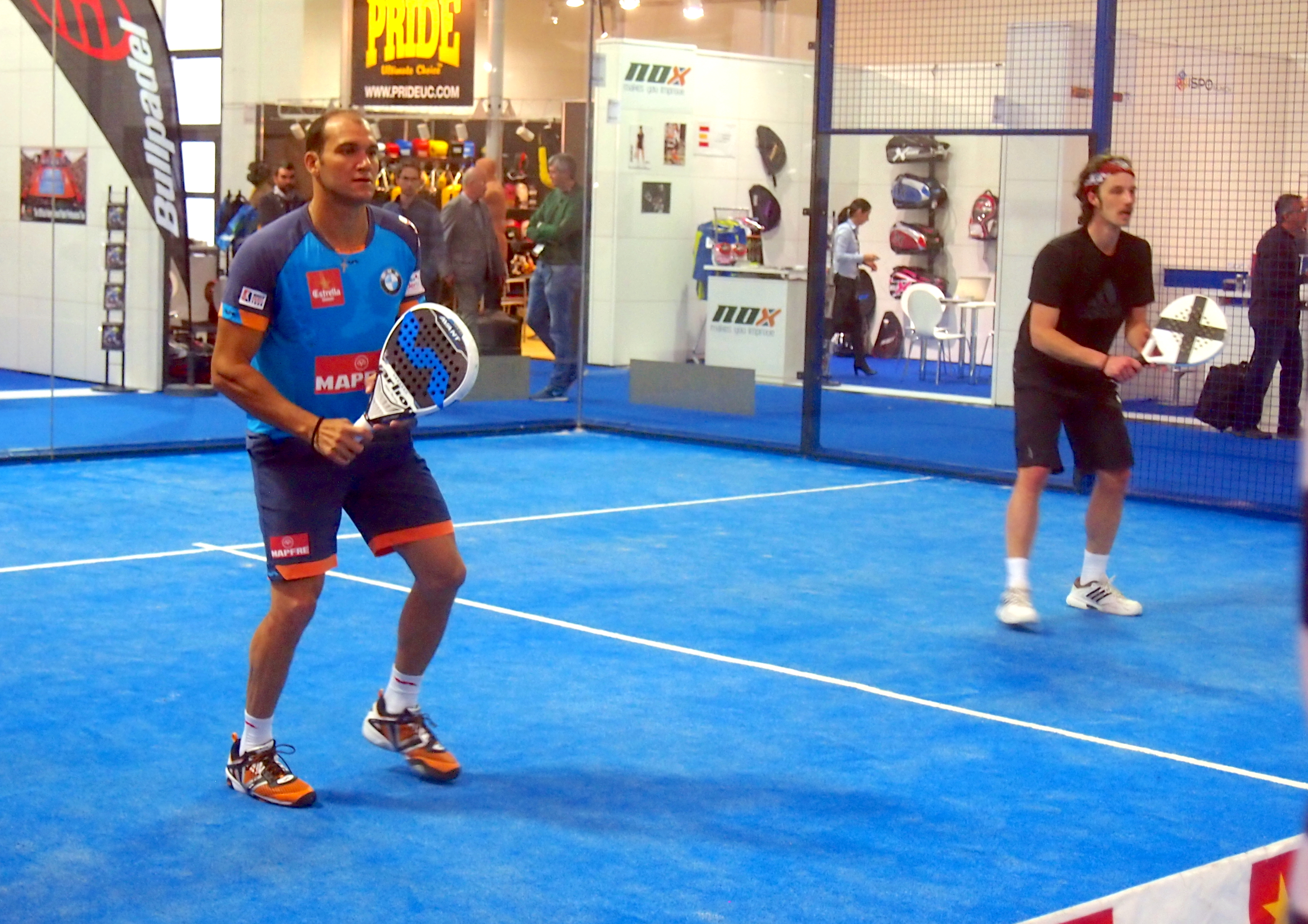
Padel area en ISPO 2014

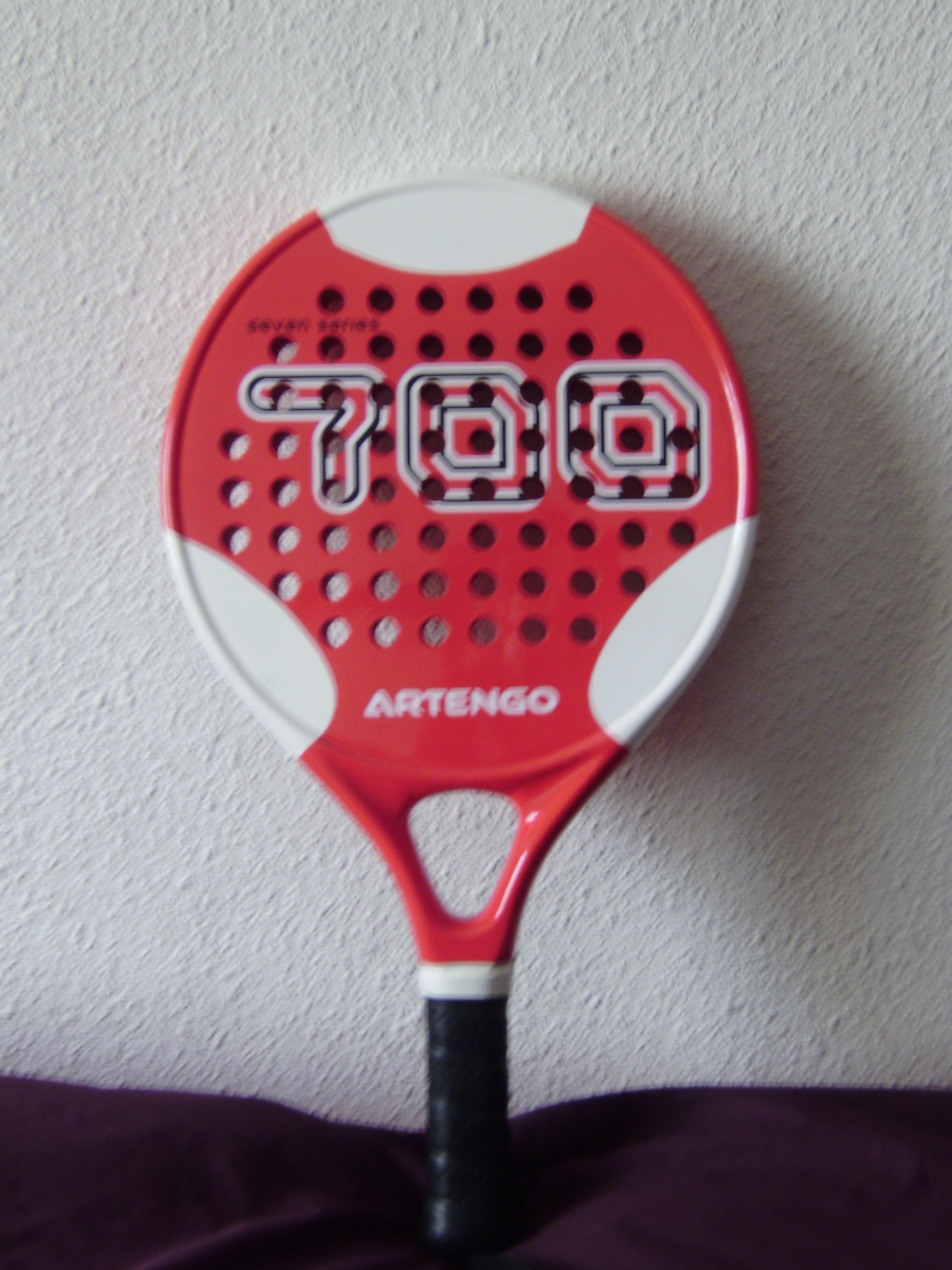
Raquete de pádel

Por volta de 1890, passageiros de navios ingleses tentaram adaptar a prática de tênis ao espaço de bordo. Esse tênis de alto mar, como ficou conhecido no início, era praticado numa quadra de dimensões menores e protegida por telas. Somente em 1924, o pádel passou a ser praticado em terra, quando o norte americano Frank Beal improvisou algumas quadras nos parques municipais de Nova Iorque. Por essa época, o esporte passou a ser chamado de pádel-tênis. Em 1969, Enrique Corcuera construiu a primeira quadra de pádel em um hotel de Acapulco, no México. Foi Corcuera quem definiu as dimensões de quadra e o regulamento que rege o esporte mundialmente. Outro grande responsável pela difusão do pádel foi o príncipe espanhol Afonso de Hohenlohen. Entusiasmado com o novo esporte, o nobre levou-o para a expansão do pádel para outros países europeus. Atualmente, o pádel é organizado e regulamentado a nível mundial pela FIP (Federación Internacional de Pádel), entidade que conta com 15 associados, nos quais se destacam o Brasil, Argentina, México e a Espanha.

## Pádel no mundo

### Argentina
O pádel é o segundo esporte mais popular da Argentina, perdendo apenas para o futebol. São 4 milhões de praticantes e 10 mil quadras espalhadas pelo país. Uma das estrelas é o ex-tenista Guillermo Villas.
Hoje, este esporte é considerado um dos mais praticados no país sendo o atual argentino o atual número 1 do mundo Fernando Belasteguin. Carlos Tévez, em uma de suas entrevistas a um canal local, declarou seu amor ao pádel.

### Brasil
Devido à influência do México e Espanha, o pádel difundiu-se mais rapidamente nos países sul-americanos de origem espanhola. Somente em 1988 o esporte chegou ao Brasil, trazido por uruguaios e argentinos.
No Brasil, a primeira quadra de pádel foi construída na Sociedade Harmonia Jaguarão na cidade gaúcha de Jaguarão e outra em Sant'Ana do Livramento. Em 1991, outros clubes como o Okinawa de Porto Alegre, a Sociedade Aliança de Novo Hamburgo e o Cepel de Pelotas aderiram ao esporte. E em Setembro de 2013 Caxias do Sul entrou para a lista de entusiastas, inaugurou-se a
FLY Padel & Squash, com duas quadras de pádel e Uma de Squash, Todas cobertas, a serra gaucha vem se destacando e o crescimento de interessados pelo esporte só aumenta.
Em 1992, foi fundada a Federação Gaúcha de pádel , a primeira do país, na Sociedade Aliança em Novo Hamburgo. A partir disso, o esporte se difundiu por outros estados brasileiros, com destaque para Santa Catarina, Paraná, São Paulo, Rio de Janeiro e Pernambuco.
Só na região metropolitana de Curitiba e Litoral Paranaense, existem mais de 50 quadras de pádel espalhadas por clubes, chácaras, academias e condomínios fechados. Em território paulista, a nova modalidade conta com a forte adesão do São Paulo Futebol Clube que, não só fundou sua própria escolinha de pádel, criou uma equipe competitiva e também está divulgando o esporte através do site. .
Em Santos, estado de São Paulo, a primeira quadra de pádel foi construída em 2000 pelo Sr. Durval Boulhosa em sua residência; hoje já são 4 quadras e o número de praticantes tem aumentado ano a ano, com atletas se destacando no cenário estadual e nacional.
Ainda no sudeste, o Rio de Janeiro se apresenta como um dos estados onde o pádel demonstra maior crescimento. Atualmente, o carioca tem a disposição mais de 20 estabelecimentos para aprender e praticar esse esporte. Na cidade do Rio de Janeiro há quadras distribuídas entre a Ilha do Governador[ligação inativa], Barra da Tijuca e Gávea. Já na serra fluminense, em Petrópolis, há um resort e uma pousada, chamada Pousada Paraíso, que permitem a prática do esporte.
Na região sul-fluminense, em Volta Redonda, existem três quadras públicas para a prática do esporte, nos bairros Barreira Cravo, Niterói e Laranjal.
Na região centro-oeste, há duas quadras em Brasília (Distrito Federal), fundada no final de 2016. . 
No Mato Grosso do Sul são 5 quadras em Campo Grande e no Mato Grosso 1 quadra em Várzea Grande.
A Cobrapa (Confederação Brasileira de Padel) é a entidade máxima que rege o esporte no Brasil. Realiza o Campeonato Brasileiro com várias etapas, mais concentradas nas regiões Sul e Sudeste, e convoca os jogadores para representar o país nos diversos torneios internacionais.

### Portugal
O Padel em Portugal aparece em 2001 vindo de Espanha, mas sem que a modalidade tenha conseguido grande desenvolvimento nos primeiros anos.
Importante foi a organização do Campeonato da Europa de 2008 no Clube de Ténis do Estoril, em que Portugal conseguiu atingir a sua melhor classificação, 3.º lugar. A partir dessa data há uma explosão de campos a abrir em clubes de ténis e resorts, com isto começa-se a abrir campos no Porto, Braga, Guimarães, Alentejo, Madeira, entre outras cidades, o que faz com que comece a haver mais praticantes espalhados por todo o país.
Em 2012 estima-se que haja cerca de 3000 a 5000 praticantes ocasionais e regulares e mais de 80 campos espalhados pelo país, dos quais metade em Lisboa. A partir desta data, fomentado pela constituição da Federação Portuguesa de Padel, a modalidade começa a ganhar expressão.
Um praticante, pode ter o nome de: praticante de Padel, Padeleiro ou Padelista.
Em 2017, Portugal qualificou-se para disputar o Campeonato Mundial de Padel.
Em Junho de 2023, Afonso Fazendeiro e Miguel Oliveira venceram uma dupla italiana, conquistando para Portugal a medalha de bronze nos Jogos Europeus.

### Índia
Inpadel Sports fundada a 2016, criada por um jovem empreendedor com nacionalidade portuguesa que levou Padel até às Índias na cidade mais tecnológica, Bangalore. Deu-se a inauguração de dois campos no ano 2017, com previsão de este desporto se propagar pelas várias cidades em toda a região.